# The Broken Barrier (film 1914 Ricketts)
The Broken Barrier è un cortometraggio muto del 1914 diretto da Thomas Ricketts. Prodotto dalla American Film Manufacturing Company, aveva come interpreti Ed Coxen, Winifred Greenwood, Ida Lewis, George Field, John Steppling, William Bertram.

## Produzione
Il film fu prodotto dalla American Film Manufacturing Company.

## Distribuzione
Distribuito dalla Mutual, il film - un cortometraggio in due bobine - uscì nelle sale cinematografiche degli Stati Uniti il 27 luglio 1914,